# Oxyrhopus fitzingeri
Oxyrhopus fitzingeri – gatunek węża z rodziny połozowatych (Colubridae). Występuje w zachodniej Ameryce Południowej. Prowadzi nocny, naziemny tryb życia.

## Systematyka
Takson ten po raz pierwszy zgodnie z zasadami nazewnictwa binominalnego opisał w 1845 roku Johann Jakob von Tschudi na łamach „Archiv für Naturgeschichte”. Autor nadał wężowi nazwę Siphlophis Fitzingeri. Autor nie podał bezpośrednio miejsca typowego, ale zawarte jest ono w tytule pracy Reptilium conspectus quae in Republica Peruana reperiuntur et pleraque observata vel collecta sunt in itenere – Peru. Holotyp nie zachował się, lektotyp MHNN 13 (wcześniej oznaczony jako MZN 99) to samica o długości 760 mm.
Wyróżnia się dwa podgatunki:
- O. f. fitzingeri (Tschudi, 1845)
- O. f. frizzelli Schmidt & Walker 1943

### Etymologia
- Oxyrhopus: gr. οξυρροπος oxurrhopos „szybko pełzający”[6].
- fitzingeri – epitet gatunkowy honoruje austriackiego zoologa Leopolda Josefa Fitzingera[2].

## Morfologia
Jest to małej wielkości wąż o głowie niewiele szerszej od szyi. Grzbiet od kremowego do jasnoczerwonobrązowego z ciemnobrązowymi lub czarnymi nieregularnymi plamami. Tułów średniej grubości. Brzuch i spód głowy jednolity, jasnokremowy. Oxyrhopus fitzingeri może być mylony z następującymi gatunkami Coniophanes dromiciformis, Coniophanes longinquus, Leptodeira ornata i Stenorrhina degenhardtii. Od gatunków z rodzaju Coniophanes różni się brakiem wzoru na brzuchu i brakiem podłużnych linii bocznych, a od Leptodeira ornata i Stenorrhina degenhardtii brakiem poprzecznych pasów na grzbiecie.
Wymiary:
|                        | Samiec  | Samica  |
| Długość całkowita (mm) | 788     | 860     |
| Długość SVL (mm)       | 567     | 647     |
| Długość TL (mm)        | 221     | 213     |
| Tarczki brzuszne       | 188–236 | 188–236 |
| Tarczki podogonowe     | 64–94   | 64–94   |

## Występowanie
Oxyrhopus fitzingeri występuje na zachodnich, pacyficznych wybrzeżach Ameryki Południowej u podnóża Andów – od południowo-zachodniego Ekwadoru do zachodniego Peru. W Ekwadorze w prowincjach Guayas, Loja, Santa Elena, El Oro.

## Ekologia i zachowanie
Gatunek prowadzi nocny, naziemny tryb życia. Występuje na otwartych pustynnych i półpustynnych obszarach, zamieszkuje suche zarośla i suche lasy, łąki w pobliżu brzegów Pacyfiku. Występuje na wysokościach od poziomu morza do ponad 1800 m n.p.m. Jego dieta składa się z jaszczurek i niewielkich gryzoni. Są wężami lekko jadowatymi, ale ich ukąszenia są groźne dla niewielkich zwierząt.

## Status zagrożenia
W Czerwonej księdze gatunków zagrożonych IUCN Oxyrhopus fitzingeri jest klasyfikowany jako gatunek najmniejszej troski (LC, ang. Least Concern). Liczebność populacji nie jest określona, ale gatunek ten jest opisywany jako pospolity. Trend liczebności populacji określany jest jako stabilny.